# AFC Challenge Cup 2012
Navigation
Édition précédente Édition suivante
L'AFC Challenge Cup 2012 est la quatrième édition de l'AFC Challenge Cup, une compétition entre les équipes nationales des nations « émergentes » de la Confédération asiatique de football (AFC). Le tournoi se déroule au Népal.
Le vainqueur du tournoi est qualifié pour la Coupe d'Asie des nations de football 2015. La Corée du Nord qui remet son titre en jeu remporte pour la deuxième fois de suite le tournoi, en battant en finale le Turkménistan, comme en 2010.

## Règlement
Les critères sont basés sur l'AFC Challenge Cup 2010. Contrairement aux éditions précédentes à l'exception de la édition inaugurale, aucune équipe n'a été donnée entrée directe dans l'AFC Challenge Cup 2012. Les champions en titre la Corée du Nord, les finalistes le Turkménistan et le Tadjikistan troisième place devront maintenant passer par les qualifications pour entrer dans la phase finale. Les huit équipes les moins classées prendront part à un tour préliminaire tandis que les 12 équipes restantes entreront dans la phase de groupes.
| Sélections directement qualifiées pour les éliminatoires                                                                                         | Sélections disputant le tour préliminaire (les 8 moins biens classées)                      | Non-participants (Équipes éligibles pour participer, mais ne pouvant y participer) |
| --- | ------------------------------------------------------------------------------------------- | ---------------------------------------------------------------------------------- |
| - Bangladesh - Corée du Nord - Inde - Kirghizistan - Maldives - Birmanie - Népal - Pakistan - Palestine - Sri Lanka - Tadjikistan - Turkménistan | - Afghanistan - Bhoutan - Cambodge - Taipei chinois - Laos - Macao - Mongolie - Philippines | - Brunei (suspendu au moment du tirage) - Guam - Timor oriental                    |

## Qualification

### Tour préliminaire
| Équipe 1       | Résultat | Équipe 2    | Aller | Retour   |
| -------------- | -------- | ----------- | ----- | -------- |
| Bhoutan        | 0 - 5    | Afghanistan | 0 - 3 | 0 - 2    |
| Philippines    | 3 - 2    | Mongolie    | 2 - 0 | 1 - 2    |
| Taipei chinois | 6 - 3    | Laos        | 5 - 2 | 1 - 1    |
| Cambodge       | 5 - 4 ap | Macao       | 3 - 1 | 2 - 3 ap |

### Phase de groupe

#### Groupe A
- Matchs disputés en Birmanie.

| Classement final : |             |     |   |   |   |   |    |    |      |
|                    | Équipe      | Pts | J | G | N | P | BP | BC | Diff |
| 1                  | Palestine   | 7   | 3 | 2 | 1 | 0 | 5  | 1  | +4   |
| 2                  | Philippines | 5   | 3 | 1 | 2 | 0 | 4  | 1  | +3   |
| 3                  | Bangladesh  | 3   | 3 | 1 | 0 | 2 | 2  | 5  | -3   |
| 4                  | Birmanie    | 1   | 3 | 0 | 1 | 2 | 2  | 6  | -4   |

| 21 mars | Birmanie    | 1 | 1 | Philippines |
|         | Palestine   | 2 | 0 | Bangladesh  |
| 23 mars | Philippines | 0 | 0 | Palestine   |
|         | Bangladesh  | 2 | 0 | Birmanie    |
| 25 mars | Bangladesh  | 0 | 3 | Philippines |
|         | Birmanie    | 1 | 3 | Palestine   |

#### Groupe B
- Matchs disputés en Malaisie.

| Classement final : |                |     |   |   |   |   |    |    |      |
|                    | Équipe         | Pts | J | G | N | P | BP | BC | Diff |
| 1                  | Inde           | 7   | 3 | 2 | 1 | 0 | 7  | 2  | +5   |
| 2                  | Turkménistan   | 7   | 3 | 2 | 1 | 0 | 6  | 1  | +5   |
| 3                  | Pakistan       | 3   | 3 | 1 | 0 | 2 | 3  | 6  | -3   |
| 4                  | Taipei chinois | 0   | 3 | 0 | 0 | 3 | 0  | 7  | -7   |

| 21 mars | Turkménistan   | 3 | 0 | Pakistan       |
|         | Inde           | 3 | 0 | Taipei chinois |
| 23 mars | Pakistan       | 1 | 3 | Inde           |
|         | Taipei chinois | 0 | 2 | Turkménistan   |
| 25 mars | Turkménistan   | 1 | 1 | Inde           |
|         | Taipei chinois | 0 | 2 | Pakistan       |

#### Groupe C
- Matchs disputés aux Maldives.

| Classement final : |              |     |   |   |   |   |    |    |      |
|                    | Équipe       | Pts | J | G | N | P | BP | BC | Diff |
| 1                  | Maldives     | 7   | 3 | 2 | 1 | 0 | 6  | 1  | +5   |
| 2                  | Tadjikistan  | 7   | 3 | 2 | 1 | 0 | 4  | 0  | +4   |
| 3                  | Kirghizistan | 3   | 3 | 1 | 0 | 2 | 5  | 6  | -1   |
| 4                  | Cambodge     | 0   | 3 | 0 | 0 | 3 | 3  | 11 | -8   |

| 21 mars | Tadjikistan  | 1 | 0 | Kirghizistan |
|         | Maldives     | 4 | 0 | Cambodge     |
| 23 mars | Kirghizistan | 1 | 2 | Maldives     |
|         | Cambodge     | 0 | 3 | Tadjikistan  |
| 25 mars | Tadjikistan  | 0 | 0 | Maldives     |
|         | Cambodge     | 3 | 4 | Kirghizistan |

#### Groupe D
- Matchs disputés au Népal.

| Classement final : |               |     |   |   |   |   |    |    |      |
|                    | Équipe        | Pts | J | G | N | P | BP | BC | Diff |
| 1                  | Corée du Nord | 9   | 3 | 3 | 0 | 0 | 7  | 0  | +7   |
| 2                  | Népal         | 4   | 3 | 1 | 1 | 1 | 1  | 1  | 0    |
| 3                  | Afghanistan   | 3   | 3 | 1 | 0 | 2 | 1  | 3  | -2   |
| 4                  | Sri Lanka     | 1   | 3 | 0 | 1 | 2 | 0  | 5  | -5   |

| 7 avril  | Corée du Nord | 4 | 0 | Sri Lanka     |
|          | Afghanistan   | 0 | 1 | Népal         |
| 9 avril  | Népal         | 0 | 1 | Corée du Nord |
|          | Sri Lanka     | 0 | 1 | Afghanistan   |
| 11 avril | Népal         | 0 | 0 | Sri Lanka     |
|          | Corée du Nord | 2 | 0 | Afghanistan   |

## Phase finale
Les Maldives, le Népal et la Palestine exprimèrent leurs intérêts pour accueillir ce tournoi. Une décision pour connaître le nom du pays-hôte devait être connue le 14 juin 2011, qui fut reportée au 29 juillet 2011. Le comité de l'AFC décida d'en donner l'organisation au Népal. Ce tournoi démarre en mars 2012.

### Équipes qualifiées
- Palestine – Vainqueur du Groupe A
- Philippines – Deuxième du Groupe A
- Inde – Vainqueur du Groupe B
- Turkménistan – Deuxième du Groupe B
- Maldives – Vainqueur du Groupe C
- Tadjikistan – Deuxième du Groupe C
- Corée du Nord – Vainqueur du Groupe D
- Népal – Deuxième du Groupe D

### Phase de groupes

#### Groupe A
| Équipe       | J | V | N | D | Bp | Bc | Diff | Pts |
| ------------ | - | - | - | - | -- | -- | ---- | --- |
| Turkménistan | 3 | 2 | 1 | 0 | 6  | 1  | +5   | 7   |
| Palestine    | 3 | 2 | 1 | 0 | 4  | 0  | +4   | 7   |
| Maldives     | 3 | 1 | 0 | 2 | 2  | 5  | −3   | 3   |
| Népal        | 3 | 0 | 0 | 3 | 0  | 6  | −6   | 0   |

| 8 mars 2012 | Turkménistan                             | 3 – 1 | Maldives    | Halchowk Stadium, Kathmandou                      |                                                   |
| 15:00       | Mingazov 33e · Çoňkaýev 78e · Amanov 85e |       | Adhuham 20e | Spectateurs : 1 000 Arbitrage : Yousef Al-Marzouq | Spectateurs : 1 000 Arbitrage : Yousef Al-Marzouq |
| 15:00       | Rapport                                  |       |             | Spectateurs : 1 000 Arbitrage : Yousef Al-Marzouq | Spectateurs : 1 000 Arbitrage : Yousef Al-Marzouq |

| 8 mars 2012 | Népal   | 0 – 2 | Palestine             | Stade Dasarath Rangasala, Kathmandou        |                                             |
| 17:00       |         |       | Attieh 4e · Attal 65e | Spectateurs : 12 300 Arbitrage : Ryuji Sato | Spectateurs : 12 300 Arbitrage : Ryuji Sato |
| 17:00       | Rapport |       |                       | Spectateurs : 12 300 Arbitrage : Ryuji Sato | Spectateurs : 12 300 Arbitrage : Ryuji Sato |

| 10 mars 2012 | Palestine | 0 – 0 | Turkménistan | Halchowk Stadium, Kathmandou                 |                                              |
| 15:00        |           |       |              | Spectateurs : 1 000 Arbitrage : Ko Hyung-Jin | Spectateurs : 1 000 Arbitrage : Ko Hyung-Jin |
| 15:00        | Rapport   |       |              | Spectateurs : 1 000 Arbitrage : Ko Hyung-Jin | Spectateurs : 1 000 Arbitrage : Ko Hyung-Jin |

| 10 mars 2012 | Maldives    | 1 – 0 | Népal | Stade Dasarath Rangasala, Kathmandou                 |                                                      |
| 17:00        | Rasheed 51e |       |       | Spectateurs : 15 000 Arbitrage : Dimitriy Mashentsev | Spectateurs : 15 000 Arbitrage : Dimitriy Mashentsev |
| 17:00        | Rapport     |       |       | Spectateurs : 15 000 Arbitrage : Dimitriy Mashentsev | Spectateurs : 15 000 Arbitrage : Dimitriy Mashentsev |

| 12 mars 2012 | Népal   | 0 – 3 | Turkménistan                                   | Stade Dasarath Rangasala, Kathmandou        |                                             |
| 15:00        |         |       | Tagaýev 7e · Biraj 79e (csc) · Hangeldiýev 89e | Spectateurs : 2 400 Arbitrage : Ali Sabbagh | Spectateurs : 2 400 Arbitrage : Ali Sabbagh |
| 15:00        | Rapport |       |                                                | Spectateurs : 2 400 Arbitrage : Ali Sabbagh | Spectateurs : 2 400 Arbitrage : Ali Sabbagh |

| 12 mars 2012 | Maldives | 0 – 2 | Palestine               | Halchowk Stadium, Kathmandu                      |                                                  |
| 15:00        |          |       | Wadi 59e · Nu'man 90+4e | Spectateurs : 300 Arbitrage : Dimitry Mashentsev | Spectateurs : 300 Arbitrage : Dimitry Mashentsev |
| 15:00        | Rapport  |       |                         | Spectateurs : 300 Arbitrage : Dimitry Mashentsev | Spectateurs : 300 Arbitrage : Dimitry Mashentsev |

#### Groupe B
| Équipe        | J | V | N | D | Bp | Bc | Diff | Pts |
| ------------- | - | - | - | - | -- | -- | ---- | --- |
| Corée du Nord | 3 | 3 | 0 | 0 | 8  | 0  | +8   | 9   |
| Philippines   | 3 | 2 | 0 | 1 | 4  | 3  | +1   | 6   |
| Tadjikistan   | 3 | 1 | 0 | 2 | 3  | 4  | −1   | 3   |
| Inde          | 3 | 0 | 0 | 3 | 0  | 8  | −8   | 0   |

| 9 mars 2012 | Corée du Nord                        | 2 – 0 | Philippines | Halchowk Stadium, Kathmandou                 |                                              |
| 15:00       | Pak Nam-chol 58e · Jang Kuk-chol 70e |       |             | Spectateurs : 1 500 Arbitrage : Pratap Singh | Spectateurs : 1 500 Arbitrage : Pratap Singh |
| 15:00       | Rapport                              |       |             | Spectateurs : 1 500 Arbitrage : Pratap Singh | Spectateurs : 1 500 Arbitrage : Pratap Singh |

| 9 mars 2012 | Inde    | 0 – 2 | Tadjikistan                    | Stade Dasarath Rangasala, Kathmandou      |                                           |
| 17:00       |         |       | Khamroqulov 61e · Davronov 66e | Spectateurs : 700 Arbitrage : Ali Sabbagh | Spectateurs : 700 Arbitrage : Ali Sabbagh |
| 17:00       | Rapport |       |                                | Spectateurs : 700 Arbitrage : Ali Sabbagh | Spectateurs : 700 Arbitrage : Ali Sabbagh |

| 11 mars 2012 | Tadjikistan | 0 – 2 | Corée du Nord                       | Halchowk Stadium, Kathmandou                      |                                                   |
| 15:00        |             |       | Pak Nam-chol 4e · Jang Kuk-chol 86e | Spectateurs : 1 000 Arbitrage : Yousef Al-Marzouq | Spectateurs : 1 000 Arbitrage : Yousef Al-Marzouq |
| 15:00        | Rapport     |       |                                     | Spectateurs : 1 000 Arbitrage : Yousef Al-Marzouq | Spectateurs : 1 000 Arbitrage : Yousef Al-Marzouq |

| 11 mars 2012 | Philippines          | 2 – 0 | Inde | Stade Dasarath Rangasala, Kathmandou         |                                              |
| 17:00        | Younghusband 10e 73e |       |      | Spectateurs : 300 Arbitrage : Chaiya Mahapab | Spectateurs : 300 Arbitrage : Chaiya Mahapab |
| 17:00        | Rapport              |       |      | Spectateurs : 300 Arbitrage : Chaiya Mahapab | Spectateurs : 300 Arbitrage : Chaiya Mahapab |

| 13 mars 2012 | Corée du Nord                                                              | 4 – 0 | Inde | Stade Dasarath Rangasala, Kathmandou         |                                              |
| 15:00        | Jon Kwang-ik 3e · Ri Kwang-hyok 34e · Pak Nam-chol 59e · Ri Chol-myong 70e |       |      | Spectateurs : 200 Arbitrage : Chaiya Mahapab | Spectateurs : 200 Arbitrage : Chaiya Mahapab |
| 15:00        | Rapport                                                                    |       |      | Spectateurs : 200 Arbitrage : Chaiya Mahapab | Spectateurs : 200 Arbitrage : Chaiya Mahapab |

| 13 mars 2012 | Tadjikistan    | 1 – 2 | Philippines                          | Halchowk Stadium, Kathmandou             |                                          |
| 15:00        | Negmatov 45+1e |       | P. Younghusband 54e · Á. Guirado 80e | Spectateurs : 800 Arbitrage : Ryuji Sato | Spectateurs : 800 Arbitrage : Ryuji Sato |
| 15:00        | Rapport        |       |                                      | Spectateurs : 800 Arbitrage : Ryuji Sato | Spectateurs : 800 Arbitrage : Ryuji Sato |

### Tour final

#### Demi-finales
| 16 mars 2012 | Turkménistan              | 2 – 1 | Philippines      | Stade Dasarath Rangasala, Kathmandou       |                                            |
| 14:30        | Amanov 80e · Çoňkaýev 86e |       | Younghusband 25e | Spectateurs : 500 Arbitrage : Ko Hyung-Jin | Spectateurs : 500 Arbitrage : Ko Hyung-Jin |
| 14:30        | Rapport                   |       |                  | Spectateurs : 500 Arbitrage : Ko Hyung-Jin | Spectateurs : 500 Arbitrage : Ko Hyung-Jin |

| 16 mars 2012 | Corée du Nord           | 2 – 0 | Palestine | Stade Dasarath Rangasala, Kathmandou              |                                                   |
| 18:30        | Pak Kwang-ryong 42e 68e |       |           | Spectateurs : 3 000 Arbitrage : Yousef Al-Marzouq | Spectateurs : 3 000 Arbitrage : Yousef Al-Marzouq |
| 18:30        | Rapport                 |       |           | Spectateurs : 3 000 Arbitrage : Yousef Al-Marzouq | Spectateurs : 3 000 Arbitrage : Yousef Al-Marzouq |

#### Match pour la3eplace
| 19 mars 2012 | Philippines                                                  | 4 – 3 | Palestine                    | Stade Dasarath Rangasala, Kathmandou        |                                             |
| 14:30        | Younghusband 4e 25e (pen.) · Á. Guirado 42e · J. Guirado 69e |       | Abuhabib 21e 67e · Attal 78e | Spectateurs : 1 000 Arbitrage : Ali Sabbagh | Spectateurs : 1 000 Arbitrage : Ali Sabbagh |
| 14:30        | Rapport                                                      |       |                              | Spectateurs : 1 000 Arbitrage : Ali Sabbagh | Spectateurs : 1 000 Arbitrage : Ali Sabbagh |

#### Finale
| 19 mars 2012 | Turkménistan | 1 – 2 | Corée du Nord                                | Stade Dasarath Rangasala, Kathmandou       |                                            |
| 18:30        | Şamyradov 2e |       | 36e Jong Il-gwan · 87e (pen.) Jang Song-hyok | Spectateurs : 9 000 Arbitrage : Ryuji Sato | Spectateurs : 9 000 Arbitrage : Ryuji Sato |
| 18:30        | Rapport      |       |                                              | Spectateurs : 9 000 Arbitrage : Ryuji Sato | Spectateurs : 9 000 Arbitrage : Ryuji Sato |

## Buteurs
6 buts
- Phil Younghusband

3 buts
- Pak Nam-chol

2 buts
| - Jang Kuk-chol - Pak Kwang-ryong - Abdelhamid Abuhabib | - Fahed Attal - Ángel Guirado | - Arslanmyrat Amanow - Gahrymanberdi Çoňkaýew |

1 but
| - Jang Song-hyok - Jon Kwang-ik - Jong Il-gwan - Ri Chol-myong - Ri Kwang-hyok - Hassan Adhuham | - Mohamed Rasheed - Alaa Attieh - Ashraf Nu'man - Houssam Wadi - Juan Luis Guirado - Nuriddin Davronov | - Akhtam Khamroqulov - Alexei Negmatov - Guwanç Hangeldiýew - Ruslan Mingazov - Berdi Şamyradow - Elman Tagaýew |

Contre-son-camp
- Biraj Maharjan (pour le  Turkménistan)

## Récompenses
Le tableau suivant regroupe les récompenses décernées au terme de la compétition.
| Trophée du Fair-Play | Trophée du Fair-Play | Trophée du Fair-Play | Meilleur buteur   | Meilleur buteur   | Meilleur buteur   | Meilleur joueur du tournoi | Meilleur joueur du tournoi | Meilleur joueur du tournoi |
| -------------------- | -------------------- | -------------------- | ----------------- | ----------------- | ----------------- | -------------------------- | -------------------------- | -------------------------- |
| Corée du Nord        | Corée du Nord        | Corée du Nord        | Phil Younghusband | Phil Younghusband | Phil Younghusband | Pak Nam-chol               | Pak Nam-chol               | Pak Nam-chol               |